# Gouvernement Lesage
 (janvier 2025).
La mise en forme du texte ne suit pas les recommandations de Wikipédia : il faut le « wikifier ».
Les points d'amélioration suivants sont les cas les plus fréquents. Le détail des points à revoir est peut-être précisé sur la page de discussion.
- Les titres sont pré-formatés par le logiciel. Ils ne sont ni en capitales, ni en gras.
- Le texte ne doit pas être écrit en capitales (les noms de famille non plus), ni en gras, ni en italique, ni en « petit »…
- Le gras n'est utilisé que pour surligner le titre de l'article dans l'introduction, une seule fois.
- L'italique est rarement utilisé : mots en langue étrangère, titres d'œuvres, noms de bateaux, etc.
- Les citations ne sont pas en italique mais en corps de texte normal. Elles sont entourées par des guillemets français : « et ».
- Les listes à puces sont à éviter, des paragraphes rédigés étant largement préférés. Les tableaux sont à réserver à la présentation de données structurées (résultats, etc.).
- Les appels de note de bas de page (petits chiffres en exposant, introduits par l'outil «  Source ») sont à placer entre la fin de phrase et le point final[comme ça].
- Les liens internes (vers d'autres articles de Wikipédia) sont à choisir avec parcimonie. Créez des liens vers des articles approfondissant le sujet. Les termes génériques sans rapport avec le sujet sont à éviter, ainsi que les répétitions de liens vers un même terme.
- Les liens externes sont à placer uniquement dans une section « Liens externes », à la fin de l'article. Ces liens sont à choisir avec parcimonie suivant les règles définies. Si un lien sert de source à l'article, son insertion dans le texte est à faire par les notes de bas de page.
- La présentation des références doit suivre les conventions bibliographiques. Il est recommandé d'utiliser les modèles {{Ouvrage}}, {{Chapitre}}, {{Article}}, {{Lien web}} et/ou {{Bibliographie}}. Le mode d'édition visuel peut mettre en forme automatiquement les références.
- Insérer une infobox (cadre d'informations à droite) n'est pas obligatoire pour parachever la mise en page.

Pour une aide détaillée, merci de consulter Aide:Wikification.
Si vous pensez que ces points ont été résolus, vous pouvez retirer ce bandeau et améliorer la mise en forme d'un autre article.
| Gouvernement Barrette | Gouvernement Barrette | Gouvernement Lesage | Gouvernement Lesage | Gouvernement Lesage | Gouvernement Lesage | Gouvernement Lesage | Gouvernement Lesage | Gouvernement Lesage | Gouvernement Lesage | Gouvernement Lesage | Gouvernement Lesage | Gouvernement Lesage | Gouvernement Lesage | Gouvernement Lesage | Gouvernement Lesage | Gouvernement Lesage | Gouvernement Lesage | Gouvernement Lesage | Gouvernement Lesage | Gouvernement Lesage | Gouvernement Lesage | Gouvernement Lesage | Gouvernement Lesage | Gouvernement Lesage | Gouvernement Lesage | Gouvernement Johnson | Gouvernement Johnson |
| 25e législature       | 25e législature       | 26e législature     | 26e législature     | 26e législature     | 26e législature     | 26e législature     | 26e législature     | 26e législature     | 26e législature     | 26e législature     | 27e législature     | 27e législature     | 27e législature     | 27e législature     | 27e législature     | 27e législature     | 27e législature     | 27e législature     | 27e législature     | 27e législature     | 27e législature     | 27e législature     | 27e législature     | 27e législature     | 27e législature     | 28e législature      | 28e législature      |
| 1960                  | 1960                  | 1960                | 1960                | 1961                | 1961                | 1961                | 1961                | 1962                | 1962                | 1962                | 1962                | 1963                | 1963                | 1963                | 1963                | 1964                | 1964                | 1964                | 1964                | 1965                | 1965                | 1965                | 1965                | 1966                | 1966                | 1966                 | 1966                 |

Le mandat du gouvernement de Jean Lesage, devenu premier ministre du Québec à la suite de la victoire du parti libéral du Québec à l'élection générale du 22 juin 1960, s'étendit du 5 juillet 1960 au 16 juin 1966. Ce gouvernement a été l'initiateur de ce qui sera appelé plus tard, la révolution tranquille.

## Composition en 1960
Formation le 5 juillet 1960 :
- Jean Lesage : premier ministre, ministre des Finances
- Lionel Bertrand : secrétaire provincial
- Paul Gérin-Lajoie : ministre de la Jeunesse
- Alphonse Couturier : ministre de la Santé
- Émilien Lafrance : ministre du Bien-être social
- Georges-Émile Lapalme : procureur général
- René Lévesque : ministre des Travaux publics, ministre des Ressources hydrauliques
- Bona Arsenault : ministre des Terres et Forêts
- Paul Earl : ministre des Mines
- Bernard Pinard : ministre de la Voirie
- Gérard D. Levesque: ministre de la Chasse et des Pêcheries
- René Hamel: ministre du Travail, ministre des Affaires municipales
- Gérard Cournoyer : ministre des Transports et des Communications
- Alcide Courcy : ministre de l'Agriculture et de la Colonisation
- Charles-Aimé Kirkland : ministre d'État (sans portefeuille) (Décède le 9 août 1961.)
- André Rousseau : ministre de l'Industrie et du Commerce

Nomination le 8 octobre 1960 :
- George Carlyle Marler : ministre d'État (sans portefeuille) (Non élu, il est nommé membre du conseil législatif et leader du gouvernement à ce conseil.)

Remaniement le 24 mars 1961 :
- Jean Lesage : premier ministre, ministre des Finances, ministre des Affaires fédérales-provinciales
- Georges-Émile Lapalme : procureur général, ministre des Affaires culturelles
- René Lévesque : ministre des Richesses naturelles
- René Saint-Pierre : ministre des Travaux publics
- Paul Earl : ministre du Revenu

Remaniement le 20 décembre 1961 :
- René Hamel : ministre du Travail.
- Lucien Cliche : ministre des Affaires municipales

Remaniement le 5 décembre 1962 :
- Gérard D. Levesque : ministre de l'Industrie et du Commerce
- Bona Arsenault : ministre de la Chasse et des Pêcheries
- Lucien Cliche : ministre des Terres et Forêts
- Pierre Laporte : ministre des Affaires municipales
- Claire Kirkland-Casgrain : ministre d'État (sans portefeuille)
- Carrier Fortin : ministre d'État (sans portefeuille)

## Composition en 1962
Après le remaniement du 5 décembre 1962
- Jean Lesage : premier ministre, ministre des Finances, ministre des Affaires fédérales-provinciales
- Lionel Bertrand : secrétaire provincial
- Paul Gérin-Lajoie : ministre de la Jeunesse
- Émilien Lafrance : ministre du Bien-être social et de la Famille
- Georges-Émile Lapalme : procureur général, ministre des Affaires culturelles
- René Saint-Pierre : ministre des Travaux publics
- René Lévesque : ministre des Richesses naturelles
- Lucien Cliche : ministre des Terres et Forêts
- Alphonse Couturier : ministre de la Santé
- Bernard Pinard : ministre de la Voirie
- Bona Arsenault : ministre de la Chasse et des Pêcheries
- René Hamel : ministre du Travail
- Pierre Laporte : ministre des Affaires municipales
- Gérard Cournoyer : ministre des Transports et des Communications
- Alcide Courcy : ministre de l'Agriculture et de la Colonisation
- Paul Earl : ministre du Revenu
- Gérard D. Levesque : ministre de l'Industrie et du Commerce
- George Carlyle Marler : ministre d'État (sans portefeuille)
- Claire Kirkland-Casgrain : ministre d'État (sans portefeuille)
- Carrier Fortin : ministre d'État (sans portefeuille)
- Philippe Lalonde : Adjoint parlementaire

Remaniement le 3 avril 1963:
- Bona Arsenault : secrétaire provincial
- Lionel Bertrand : ministre du Tourisme, de la Chasse et de la Pêche

Remaniement le 30 mai 1963 :
Jean Lesage : premier ministre, ministre des Finances, ministre des Affaires fédérales-provinciales, ministre du Revenu (Remplace à ce dernier ministère Paul Earl, décédé le 23 mai 1963.)
Remaniement le 8 août 1963: 
- René Hamel : procureur général
- Carrier Fortin : ministre du Travail
- Eric Kierans : ministre du Revenu

Remaniement en mai 1964:
- Paul Gérin-Lajoie : ministre de l'Éducation

Remaniement le 31 août 1964:
- Claude Wagner : solliciteur général

Remaniement le 30 octobre 1964 :
- Claude Wagner : procureur général (Succède à René Hamel, qui démissionne pour devenir juge.)

Remaniement en novembre 1964:
- Pierre Laporte : ministre des Affaires municipales, ministre des Affaires culturelles (Succède à ce dernier poste à G.-É. Lapalme, qui a annoncé sa démission le 3 septembre 1964.)
- Claire Kirkland-Casgrain : ministre des Transports et des Communications
- Gérard Cournoyer : ministre du Tourisme, de la Chasse et de la Pêche (Succède à Lionel Bertrand, qui démissionne et est nommé membre du conseil législatif.)

Remaniement du 20 janvier 1965 :
- Gaston Binette : ministre d'État (sans portefeuille)
- Albert Morissette : ministre d'État (sans portefeuille)

Modification le 5 juin 1965 :
- Le poste de procureur général, occupé par Claude Wagner, devient celui de ministre de la Justice.

Remaniement le 14 octobre 1965:
- Eric Kierans : ministre de la Santé
- Alphonse Couturier : ministre du Tourisme, de la Chasse et de la Pêche
- René Lévesque : ministre des Richesses naturelles, ministre de la Famille et du Bien-être social
- John Richard Hyde : ministre du Revenu
- Émilien Lafrance : ministre d'État (sans portefeuille)
- Gérard Cournoyer : ministre d'État (sans portefeuille)

Remaniement le 19 janvier 1966 :
- Gaston Binette : ministre des Richesses naturelles

## Chronologie
- 5 juillet 1960 : assermentation du cabinet Lesage devant le lieutenant-gouverneur Onésime Gagnon.

- 10 septembre 1960 : un regroupement comprenant André d'Allemagne et Marcel Chaput fondent le Rassemblement pour l'indépendance nationale (R.I.N.), un mouvement dont le but est de promouvoir l'indépendance du Québec.

- 5 octobre 1960 : la Commission Salvas est nommée pour enquêter sur l'administration de l'Union nationale.

- 10 novembre 1960-10 juin 1961 : deuxième session de la 26e Législature, qui met en marche la première phase de la Révolution tranquille. Le discours du Trône annonce la mise en place de l'assurance-hospitalisation et de la gratuité scolaire jusqu'à la fin de l'école secondaire. On crée les ministères des Affaires culturelles (loi du 1er avril), des Affaires fédérales-provinciales, des Richesses naturelles et de la Famille et du Bien-être social.

- 24 mars 1961 : Création de l'Office québécois de la langue française (OQLF, originellement OLF), sous le ministère des Affaires culturelles. Note que la mission de l'organisme s'est considérablement élargie depuis, en 1969, 1974, 1977 et 2002.

- 1961 : instauration du programme des arts à l’architecture (1 % du budget québécois des infrastructures publiques sera investi dans une œuvre d’art)[1].

- 24 avril 1961 : une commission, présidée par Mgr Alphonse-Marie Parent, est chargée d'enquêter sur l'éducation.

- 23 septembre 1961 : Daniel Johnson devient le nouveau chef de l'Union nationale.

- 5 octobre 1961 : inauguration de la Maison du Québec à Paris. Jean Lesage est reçu par le président français Charles de Gaulle.

- 14 décembre 1961 : les libéraux Pierre Laporte et Claire Kirkland-Casgrain remportent les élections partielles de Chambly et Jacques-Cartier. Claire Kirkland-Casgrain est la première femme à siéger à l'Assemblée législative.

- 9 janvier-19 septembre 1962 : troisième session de la 26e législature. Adoption d'une loi mettant les hôpitaux sous le contrôle de l'État. Création de la Société générale de financement (S.G.F.).

- 1er août 1962 : la Commission Salvas dépose son rapport, condamnant les politiciens et les fonctionnaires qui ont trempé dans le scandale du gaz naturel et recommandant l'adoption d'une loi empêchant de tels abus.

- 4 septembre 1962 : réunion du caucus libéral au Lac à l'Épaule. On y discute d'une possible nationalisation de l'électricité.

- 13 septembre 1962 : Jacques Parizeau est membre du premier conseil d'administration de la Société générale de financement.

- 19 septembre 1962 : Jean Lesage annonce des élections générales pour le 14 novembre. Il veut obtenir le mandat d'unifier le réseau électrique du Québec et de le nationaliser.

- 14 novembre 1962 : les libéraux remportent une victoire plus décisive qu'en 1960 avec 63 candidats élus contre 31 unionistes et 1 indépendant. 56 % de la population a voté pour le Parti libéral et 42 % pour l'Union nationale.

- 11 décembre 1962 : une manifestation d'étudiants de l'Université de Montréal tourne à la violence. Les participants protestent contre les propos de Donald Gordon, président du Canadien National, qui a déclaré que les Canadiens-français n'ont pas les compétences requises pour siéger au conseil d'administration.

- 15 janvier-10 juillet 1963 : première session de la 27e Législature. La nationalisation de l'électricité coûte 604 millions de $. Le sous-ministre Jacques Parizeau va à New York pour en emprunter la moitié, contournant les banques canadiennes qui voulaient bloquer le projet de nationalisation. Création d'un nouveau Code du travail.

- 8 mars 1963 : premiers attentats du F.L.Q..

- 8 avril 1963 : le libéral Lester B. Pearson remporte l'élection fédérale et devient premier ministre du Canada.

- 22 juillet 1963 : Pearson annonce l'établissement d'une commission d'enquête, présidée par André Laurendeau et Davidson Dunton, dont le but sera de faire un rapport sur l'état du bilinguisme et du biculturalisme au pays.

- 1963 : Création des Obligations d'épargne du Québec, donc bris de l'oligopole bancaire sur la dette du Québec.

- 1963 : loi électorale : on réintroduit le concept d'agent officiel des dépenses, et pour la première fois, il y a une limite de dépenses et un remboursement des dépenses électorales aux candidats ayant eu d'assez bons résultats (20 % à ce moment)[2].

- 1er janvier 1964 : l'âge minimal du droit de vote passe de 21 à 18 ans, selon une loi votée en 1963.

- 14 janvier 1964 : début de la quatrième session de la 27e Législature. Le discours du Trône annonce l'intention du gouvernement d'établir un régime de retraite permanent proprement québécois et l'institution d'un comité parlementaire chargé d'examiner les conditions de travail des fonctionnaires, des enseignants et des employés d'hôpitaux.

- 26 février 1964 : la loi 60, créant un ministère de l'Éducation, est adoptée.

- 31 mai 1964 : Pierre Bourgault devient le nouveau chef du Rassemblement pour l'indépendance nationale (RIN) et transforme ce mouvement en parti politique.

- 10 juillet 1964 : Jean Lesage reconnaît le droit de grève aux employés du secteur public.

- 10 octobre 1964 : Samedi de la matraque à Québec.

- 15 octobre 1964 : lors d'une conférence fédérale-provinciale, Ottawa et les provinces parviennent à s'entendre sur la Formule Fulton-Favreau: les changements fondamentaux à la constitution devront obtenir l'appui unanime des gouvernements, les changements régionaux celui des provinces concernées et tout autre changement celui de 7 des 10 provinces représentant la moitié de la population canadienne.

- 20 novembre 1964 : fin de la publication du rapport de la Commission Parent, lequel remet en cause la conception de l'éducation au Québec et préconise une réforme en profondeur.

- 21 janvier-6 août 1965 : cinquième session de la 27e Législature, qui voit la création de la Régie des rentes du Québec, de la Caisse de dépôt et placement et de la Société québécoise d'exploitation minière (SOQUEM). Au début de la session, inauguration du poste de leader parlementaire du gouvernement à l'assemblée, confié à Pierre Laporte.

- 6 août 1965 : Première révision majeure de la carte électorale depuis 1853. Le nombre de circonscriptions est augmenté de 95 à 108. L'ajout de nouvelles circonscriptions se fait surtout sur l'île de Montréal. La révision permet de rééquilibrer les circonscriptions par rapport à la population.

- 25 février 1965: un rapport préliminaire de la commission Laurendeau-Dunton constate que le Canada traverse une crise majeure mais que les Canadiens-français n'en sont pas conscients.

- 21 mars 1965 : Daniel Johnson lance son livre Égalité ou indépendance.

- Printemps 1965 : première grève dans la fonction publique.

- 24 novembre 1965 : une entente de coopération culturelle est signée avec la France.

- 27 janvier 1966 : Lesage abandonne la Formule Fulton-Favreau, maintenant jugée dangereuse pour les intérêts du Québec.

- 9 mars 1966 : Annonce de la division du Québec en 10 régions administratives[3].

- 18 avril 1966 : c'est dans une atmosphère de grève générale dans la fonction publique que Jean Lesage déclenche des élections générales pour le 5 juin.

- 5 juin 1966 : le pourcentage du vote est de 40,9 % pour l'Union nationale, 47,6 % pour le Parti libéral, 5,6 % pour le Rassemblement pour l'indépendance nationale et 3,2 % pour le Ralliement national. Bien que le Parti libéral obtienne l'appui populaire le plus élevé, l'Union nationale remporte les élections avec 56 candidats élus contre 50 libéraux et 2 indépendants.

## Caractéristiques
Le gouvernement Lesage, parfois appelé l'équipe du tonnerre, a inauguré une nouvelle façon de gouverner qui est sans précédent dans l'histoire du Québec. Composé de plusieurs membres dynamiques (René Lévesque, Paul Gérin-Lajoie, Georges-Émile Lapalme et, plus tard, Pierre Laporte et Eric Kierans), il s'est distingué par un mouvement de réformes spectaculaires, appelé la Révolution tranquille, qui influence toujours les gouvernements actuels. C'est le début de l'État interventionniste, de l'État-providence.
Ses relations avec Ottawa deviennent beaucoup plus revendicatives. L'autonomie provinciale se transforme petit à petit en un véritable nationalisme québécois. Des mouvements plus radicaux, le RIN et le RN, commencent même à promouvoir l'indépendance du Québec. Lesage ne va pas jusque-là mais réussit tout de même à négocier avec le fédéral un opting out, c'est-à-dire un droit de retrait avec compensation (lequel correspond à l'abattement actuel de 16½ % d'impôt fédéral, spécifique au Québec). Les négociations pour amender la Constitution sont cependant dans l'impasse lorsque Lesage refuse d'adhérer à la formule Fulton-Favreau.
La fonction publique s'agrandit en conséquence, ses effectifs passant de 29 000 à 43 000 employés entre 1960 et 1966. Désormais, ce n'est plus l'allégeance politique mais la compétence qui est le critère d'embauche. En 1965, les fonctionnaires obtiennent le droit de se syndiquer (en 1966, 75 % d'entre eux sont membres d'un syndicat affilié à la C.S.N.).
L'État québécois commence également à rayonner ailleurs dans le monde. Des délégations du Québec sont inaugurées à Paris et à Londres, et une entente de coopération culturelle est signée avec la France.  
Ces réformes indisposent cependant plusieurs personnes. Elles coûtent cher, les déficits atteignent des niveaux assez élevés et les taxes augmentent en conséquence.

## Sources
- Louis La Rochelle, En flagrant délit de pouvoir, Boréal Express, 1982.
- Paul-André Linteau, René Durocher, Jean-Claude Robert et François Ricard, Histoire du Québec contemporain, tome 2, Boréal Express, 1986.
- Pierre Godin, Daniel Johnson, tome 1, Boréal Express, 1980.
- Assemblée nationale du Québec, Informations historiques.